# Risk (bordspel)
Risk is de verzamelnaam voor een grote hoeveelheid versies en varianten van soortgelijke strategische bordspellen, afgeleid van het oorspronkelijk door Miro en later door Parker Brothers uitgegeven bordspel (Parker Brothers is sinds 1992 een merk van Hasbro). Risk is bedacht in 1957 door de Franse Oscarwinnaar Albert Lamorisse en oorspronkelijk door Miro uitgebracht onder de titel La Conquête du Monde.
Risk is een klassieker onder de strategiespellen en is een van de meest gespeelde bordspellen ter wereld.

## Geschiedenis
Gedurende de jaren vijftig vormde Parker Brothers een alliantie met het Franse bedrijf Miro in Parijs voor de productie en distributie van hun spellen in Frankrijk. Als ruil produceerde en distribueerde vervolgens Parker Brothers spellen van Miro in de Verenigde Staten.
In de zomer van 1957 benaderde Jean Boisseau van Miro Parker Brothers met het spel La Conquête du Monde, dat Albert Lamorisse uitgevonden had tijdens een vakantie in ofwel Nederland ofwel Duitsland (over welk land het nu precies is geweest is nog discussie). Deze oorspronkelijke Franse versie is uitermate zeldzaam en kostbaar.
Na twee jaar testen werden de Franse regels aangepast aan de Amerikaanse smaak en in 1959 lanceerde Parker Brothers het spel Risk Continental Game. De naam "RISK" wordt over het algemeen toegeschreven aan de kleinkinderen van een verkoper bij Parker Brothers wier voornamen met respectievelijk R, I, S en K beginnen. Het woord is echter tevens Engels voor risico.
De beschrijving van de eerste Amerikaanse versie was (vertaald) "Je gaat het ongewoonste spel spelen van alle spellen die de afgelopen jaren zijn uitgekomen. Het is niet moeilijk, maar omdat het zo ongewoon is zal je baat hebben bij het lezen van de regels voor het beginnen van het spelen van het spel. Er wordt geen poging gedaan om je de speelstrategie bij te brengen omdat elke speler zijn eigen stijl zal ontwikkelen tijdens het spelen van het spel".
Vanaf de eerste Riskversie in 1959 (waar slechts 1 leger per land geplaatst mocht worden) tot de enorme veelvoud van Riskversies gedurende de vijftig jaar daaropvolgend hebben vele speelwijzen de revue gepasseerd. Enkele van de grootste wijzigingen in de Hasbro-uitgave van het bordspel in de loop der jaren waren de introductie van opdrachten en de hoeveelheid beschikbare legers bij aanvang. Nog steeds verschillen de regels weer per nieuwe editie en per land van uitgave. In november 2009 maakte Sony bekend de filmrechten over het bordspel gekocht te hebben.

## Eigenschappen en speelwijze

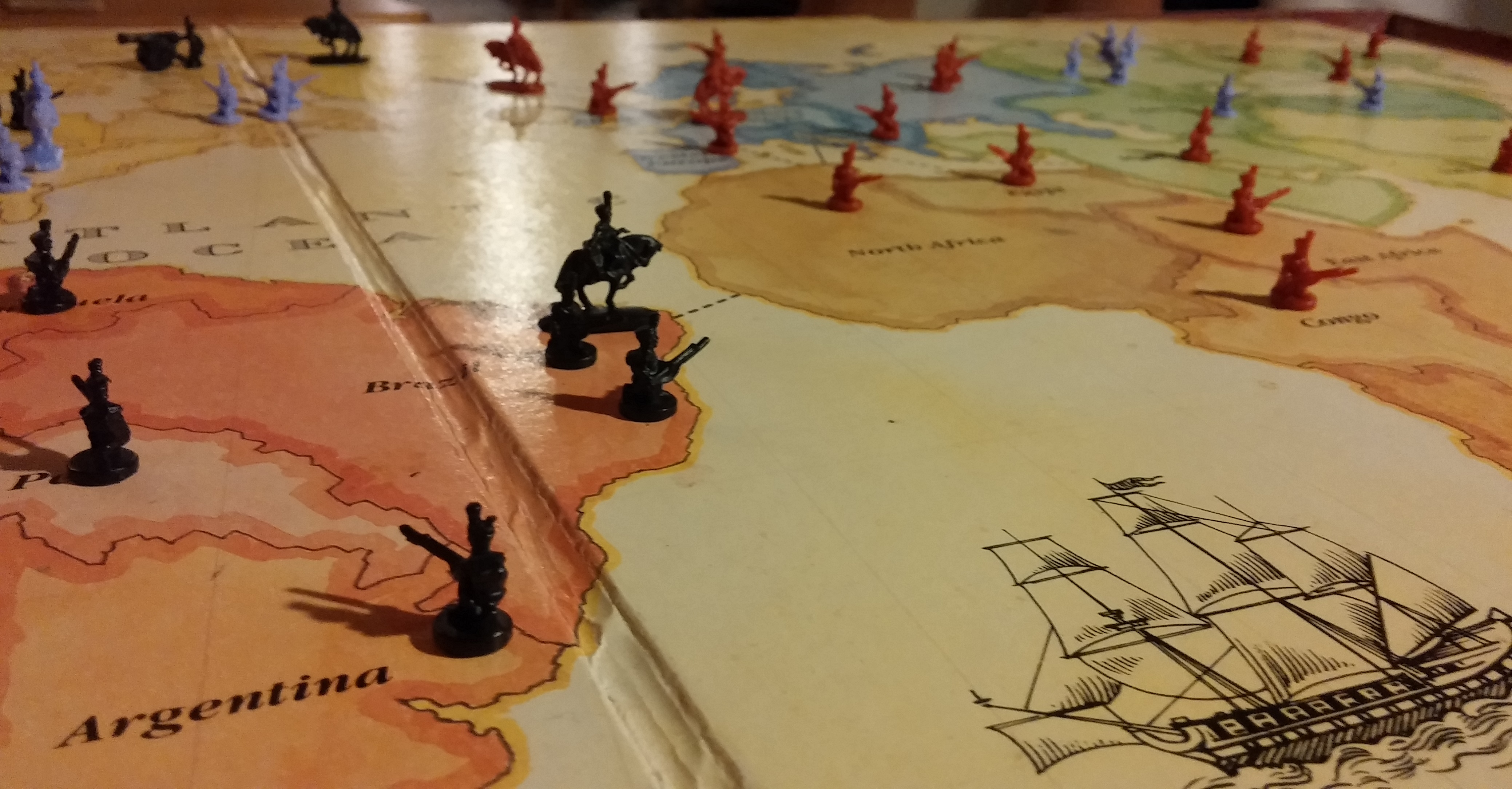
Riskbord

Er bestaan honderden verschillende versies van Risk, ze delen in ieder geval de volgende eigenschappen en kernconcepten:
Kaart – Er wordt gespeeld op een kaart (het bord) met een thema. Het bekendste is de weergave van de wereldkaart ten tijde van Napoleon, maar er zijn honderden andere thema's zoals weergaven van het Romeinse Rijk, Europa tijdens verschillende periodes of zelfs puur de wiskundige indeling van de territoria op de kaart in een boomstructuur.
Territoria – Op de kaart zijn verschillende territoria weergegeven. Het bekendst is de opdeling van de wereldkaart ten tijde van Napoleon in 42 of 43 territoria die dan overeenkomen met "landen". De territoria zijn onderling verbonden om het mogelijk te maken om territoria te veroveren.
Gedefinieerde groepen territoria – De territoria zijn gegroepeerd. Het bekendst is de opdeling in continenten op de wereldkaart ten tijde van Napoleon. Bij de kaart van Nederland zijn dit dan weer provincies en bij sciencefictionkaarten kunnen de groepen weer bestaan uit werelden of zelfs planeten. Wanneer een speler een voorgedefinieerde groep territoria compleet in handen heeft, staat daar een vergoeding in legers tegenover. Deze vergoeding bestaat uit een vaste waarde die vaak afhankelijk is gemaakt van het aantal connecties van de territoria in de groep met die daarbuiten: hoe meer connecties hoe hoger de vergoeding omdat dit het vasthouden van de groep territoria bemoeilijkt. De vergoeding wordt uitgereikt tijdens de "versterkingsfase" in de beurt van de speler.
Totaal aantal territoria – Boven op de voorgedefinieerde groep territoria is het totaal aantal territoria dat een speler in handen heeft, een ander kernconcept. Het geeft een aanvullende mogelijkheid om een vergoeding in eenheden te verkrijgen. Afhankelijk van het aantal krijgt de speler een hoeveelheid extra eenheden in zijn beurt tijdens de versterkingsfase. Het bekendst is de regel: totaal aantal eenheden / 3 in de versie van Hasbro met de napoleonwereldkaart.
Eenheden – Elke speler heeft een aantal eenheden om te plaatsen op de territoria en waarmee hij kan aanvallen of verdedigen. Aanvallen kan naar een aangrenzend territorium tijdens de beurt van een speler (in sommige versies met beperkingen). Verdedigen gebeurt buiten de beurt van een speler. Aanvallen en verdedigen gebeurt door gebruik te maken van dobbelstenen (fysiek of virtueel).
Totaal aantal eenheden – Het totaal aantal eenheden van de speler dat zich op het bord bevindt, is een indicatie van zijn sterkte. Dat wil zeggen een speler die slechts een territorium heeft met daarop honderden eenheden, is sterker dan een speler die een veelvoud van territoria heeft met daarop op elk slechts een eenheid. De bekendste weergave van een eenheden is die van het leger van Napoleon. Daarnaast is de spreiding van het totaal aantal eenheden over de territoria ook een indicatie van de sterkte van de speler en zijn mogelijkheid om doelen te verwezenlijken.
Groepen van eenheden – De eenheden kunnen ook gegroepeerd worden in entiteiten; dit heeft geen invloed op het spel en is bedoeld om het bord overzichtelijker te maken. Het bekendst is de indeling van één legereenheid, drie legereenheden, vijf legereenheden en tien legereenheden. Bij computerversies wordt dit meestal achterwege gelaten en is er slechts een nummer dat het aantal eenheden weergeeft.
Kaarten – Er zijn vele variaties op het concept van kaarten binnen Risk maar in basis komt het erop neer dat de speler bij bepaalde acties een beloning krijgt in de vorm van kaarten. Een voorbeeld is het veroveren van een territorium. De kaarten kunnen ingezet worden voor velerlei doelen. In de reguliere versie kan er door een combinatie van kaarten te gebruiken een aantal legers verkregen worden. Deze hoeveelheid is soms dezelfde waarde tijdens elke inruil en soms ophogend: bij elke inruil wordt het aantal te verkrijgen eenheden verhoogd. Vooral deze laatste (officiële) variant wordt het meest gespeeld tijdens toernooien, online risk portals en door professionals omdat het de doorlooptijd in combinatie met de regel dat degene die een andere speler verslaat, zijn kaarten verkrijgt, enorm terugbrengt.
Dobbelstenen – De overgrote meerderheid van Riskversies gebruikt het concept van dobbelstenen. De speler kan in zijn beurt dobbelstenen gebruiken om een aangrenzend territorium aan te vallen en moet ze buiten zijn beurt gebruiken om zijn territorium te verdedigen. Over het algemeen zijn de dobbelsteenregels gelijk: de aanvaller kan drie dobbelstenen gebruiken en de verdediger kan twee dobbelstenen gebruiken. De aanvaller gooit hierbij met rode dobbelstenen en de verdediger met blauwe dobbelstenen. Over de te gebruiken hoeveelheid dobbelstenen, het aangeven hiervan en het vervolgens verplaatsen van eenheden naar het veroverde territorium bestaan veel verschillende regels. Bij computerversies worden geen dobbelstenen gebruikt maar dient de aanvaller het aantal eenheden dat hij/zij in wil zetten in te voeren in een daarvoor bestemd vakje. Hierop dient de verdediger te reageren door ook een aantal eenheden in te voeren. De verdediger weet hierbij niet welk aantal eenheden door de aanvaller is ingevoerd. Na bevestiging is dan meteen te zien of een land is veroverd. Dit verandert dan meestal van kleur.
Neutraal leger - Indien Risk met twee spelers wordt gespeeld dient een extra derde leger te worden gebruikt. Dit leger mag dan door beide spelers worden aangevallen. De verdediger is hierbij dan de andere speler. Op deze manier blijft het spel dan toch spannend. Dit wordt ook gebruikt bij computerversies. Als men dan alleen of met z`n tweeën speelt, speelt men tegen één of meer computerspelers.
Winnen – De wijze waarop een speler het spel kan winnen, verschilt en is niet kort samen te vatten. Oorspronkelijk (1959) was het doel simpelweg de gehele wereldkaart te veroveren, maar in de loop der tijd kwamen daar opdrachten (missies) bij zoals "vernietig de blauwe legers", "verover de kastelen", of compleet andere manieren om te winnen zoals Paranoia Risk waarbij de speler juist moet voorkomen dat een andere speler uitgeschakeld wordt om te winnen. Dergelijke opdrachten worden vermeld op speciale opdrachtkaarten die de spelers aan het begin van het spel moeten trekken. Elke speler dient zijn/haar opdrachtkaart omgekeerd op tafel te leggen, zodat de andere spelers de opdracht niet kunnen zien. Zo weet een speler niet welke opdrachten de andere spelers hebben, wat het spel extra spannend maakt.

## Officiële VS-standaardversies
Elk van de nieuwe edities introduceerde nieuwe spelregels, uitbreidingen en graphics. De VS-lijn van versies heeft effect op de versies die weer specifiek per land worden uitgegeven (zoals in Nederland). De tijdslijn van de edities uit de VS hoeft niet synchroon te lopen met de tijdslijn van edities in andere landen. Het is zelfs zo dat nieuwe regels in edities van andere landen uiteindelijk weer effect hebben op de VS-edities.
- 1e editie, VS, (1959-1962, Parker Brothers): Parker Brothers Continental Game RISK! met wereldkaart en groot uitroepteken op de doos[3]
- 2e editie, VS, (1963-1974, Parker Brothers): vier scènes op de doos met rode pijl[4]
- 3e editie, VS, (1975-1979, Parker Brothers): met kanon op het bord en driehoekige speelstukken[5]
- 4e editie, VS, (1980-1989, Parker Brothers): met kanon op bord en Romeins numerieke speelstukken[6]
- 5e editie, VS, (1990-1992, Parker Brothers/Hasbro): met 2 spellen voor de prijs van 1 (inclusief Castle Risk, "the European conquest game")[7]
- 6e editie, VS, (1993-1998, Hasbro): zwartpaardeditie, met 360 miniaturen[8]
- 7e editie, VS, (1999-2002, Hasbro): witpaardeditie, met 2 vechtende legers op de voorkant[9]
- 8e editie, VS, (2003-2007, Hasbro): met soldaten in rode uniformen op de voorkant[10]
- 9e editie, VS, (2008-nu, Hasbro): Risk vernieuwde editie, veel nieuwe regels gericht op het verkorten van de speelduur, nieuwe lay-out[11]

## Officiële speciale versies
- 40e verjaardag editie Risk (1999, Hasbro): luxeversie van Risk met voor het eerst missies voor de Amerikaanse markt en boek met de historie van Risk.
- Risk Black Ops (2008, Hasbro): een gelimiteerde set waarvan slechts 1000 exemplaren verdeeld zijn ter promotie van Risk Vernieuwde Versie

## Officiële varianten
- Castle Risk (1986, Hasbro): een losstaande Castle Riskversie van Risk die zich afspeelt in de middeleeuwen in Europa
- Risk 2210 A.D. (2001, Avalon Hill): een versie van Risk die zich afspeelt in de verre toekomst waarop vier officiële Frontlinesuitbreidingen volgden:

1. Risk 2210 A.D. Frontline: Season One: Mars
2. Risk 2210 A.D. Frontline: Season Two: Tech Commander
3. Risk 2210 A.D. Frontline: Season Three: Factions
4. Risk 2210 A.D. Frontline: Season Four: Invasion of the Giant Amoebas

- Risk the Lord of the Rings (2002, Hasbro): een versie van Risk die zich afspeelt in Middle Earth. Uitbreidingen Lord of the Rings Expansion Set (2003, Hasbro) en Lord of the Rings the Trilogy Edition (2003, Hasbro)
- Risk GodStorm (2004, Avalon Hill): een versie van Risk gebaseerd op oude goden en de oude aarde
- Risk Star Wars: The Clone Edition (2005, Hasbro): een versie van Risk gebaseerd op het Star Warsuniversum
- Risk Express (2006, Hasbro): een versie van Risk om "mee te nemen" en snel te spelen.
- Risk Star Wars: Original Trilogy Edition (2006, Hasbro): De Rebellions de Empire en de Hutts zijn de speelbare fracties in deze editie van Risk gebaseerd op de originele drie Star Warsfilms
- Risk Narnia Junior (2006, Hasbro): een versie van Risk die zich afspeelt in de wereld van Narnia (naar de film)
- Risk Transformers (2007, Hasbro): een gevecht tussen Autobots en Decepticons gebaseerd de film Transformers
- Risk Halo Wars (2009, Hasbro): een versie gebaseerd op het videospel Halo Wars
- Risk 1959 (2009, Hasbro): reproductie van het originele Risk uit 1959. Met de originele kaart, houten stukken, en plastieken dozen
- Risk Metal Gear Solid (2011): gebaseerd op de 4 PMC's uit het computerspel Metal Gear Solid 4
- Risk Legacy (2011): vijf facties bekampen elkaar over een campagne van 15 partijen
- Risk Halo Legendary (2012)
- Risk Starcraft (2012)
- Risk Star Wars Saga Edition (2013)
- Risk Mass Effect Galaxy at War Edition (2013)

### Enkel beschikbaar in Franse versie
- Risk Édition Napoléon (1999, Tilsit onder licentie van Hasbro): een versie van Risk die zich afspeelt in het tijdperk van Napoleon in een uitgave van slechts 100.000 stuks (met een vervolg die het Ottomaanse rijk toevoegde) (2000, Hasbro)
- Risk Napoléon: La Conquête de l'Europe (2007, Parker/Hasbro): een hernieuwde versie van Risk Édition Napoléon.

### Enkel beschikbaar in Italiaanse versie
- RisiKo! più
- FutuRisiKo! (1992)
- RisiKard! (1996)
- RisiKo! Master (2002)
- SPQRisiKo! (2005): Een versie over het Romeinse Rijk met als speelterrein de gebieden rond de Middellandse Zee

### Enkel beschikbaar in Portugese versie (Brazilië)
- War
- War Edição Especial
- War Júnior
- War•II
- War: Império Romano (2007, Grow)
- War Cards (2011, Grow)
- War: Batalhas Mitológicas (2012, Grow)

## Bekende commerciële uitbreidingen
Risk wordt veel gespeeld binnen groepen en in de loop van de jaren hebben deze groepen weer speciale huisregels ontwikkeld die uiteindelijk leidden tot zelfs complete nieuwe afwijkende versies die al dan niet door kleinere bedrijfjes op de markt werden gebracht.
- Hyborian Risk (1981, Lewis Publisher): een versie van Risk die zich afspeelt in de wereld van Conan de Barbaar.
- Risk – going over the Trenches (1999, Guild of Blades): een versie van Risk die zich afspeelt in de Eerste Wereldoorlog met extra landkaarten en speelstukken
- One World Dominion (1998, Interformic Games): een versie van Risk met 44 extra speelkaarten die het spel een veel dynamischer verloop geven. Het spel is niet meer te koop maar de kaarten zijn nog los te downloaden van het internet.
- Risk2000: een versie van Risk die veel meer commerciële motieven meeneemt in het spel
- Risk 2042: een versie van Risk in 'modern warfare' uitvoering dat wil zeggen M1 tanks, helikopters enzovoort.